# Komarevo (distrikt i Bulgarien, Varna)
Komarevo (bulgariska: Комарево) är ett distrikt i Bulgarien.   Det ligger i kommunen Obsjtina Provadija och regionen Oblast Varna, i den östra delen av landet, 300 km öster om huvudstaden Sofia.
Omgivningarna runt Komarevo är en mosaik av jordbruksmark och naturlig växtlighet. Runt Komarevo är det ganska glesbefolkat, med 38 invånare per kvadratkilometer.